# سن-لئاندر، کبک
سَن-لِئاندر (به فرانسوی: Saint-Léandre) قصبهی در منطقه شهری ماتان ناحیه با-سن-لوران در استان کبک کانادا است. در سرشماری سال ۲۰۱۱ این قصبه ۴۱۸ نفر جمعیت داشته‌است و مساحت آن ۱۰۲٫۶۲ کیلومتر مربع است.